# Општина Гургиу (Муреш)
Гургиу (рум. Gurghiu) општина је у Румунији у округу Муреш.
Oпштина се налази на надморској висини од 568 m.